# 2015
2015 (MMXV) byl rok, který podle gregoriánského kalendáře začal ve čtvrtek 1. ledna 2015 a skončil ve čtvrtek 31. prosince 2015.

## Události

### Česko

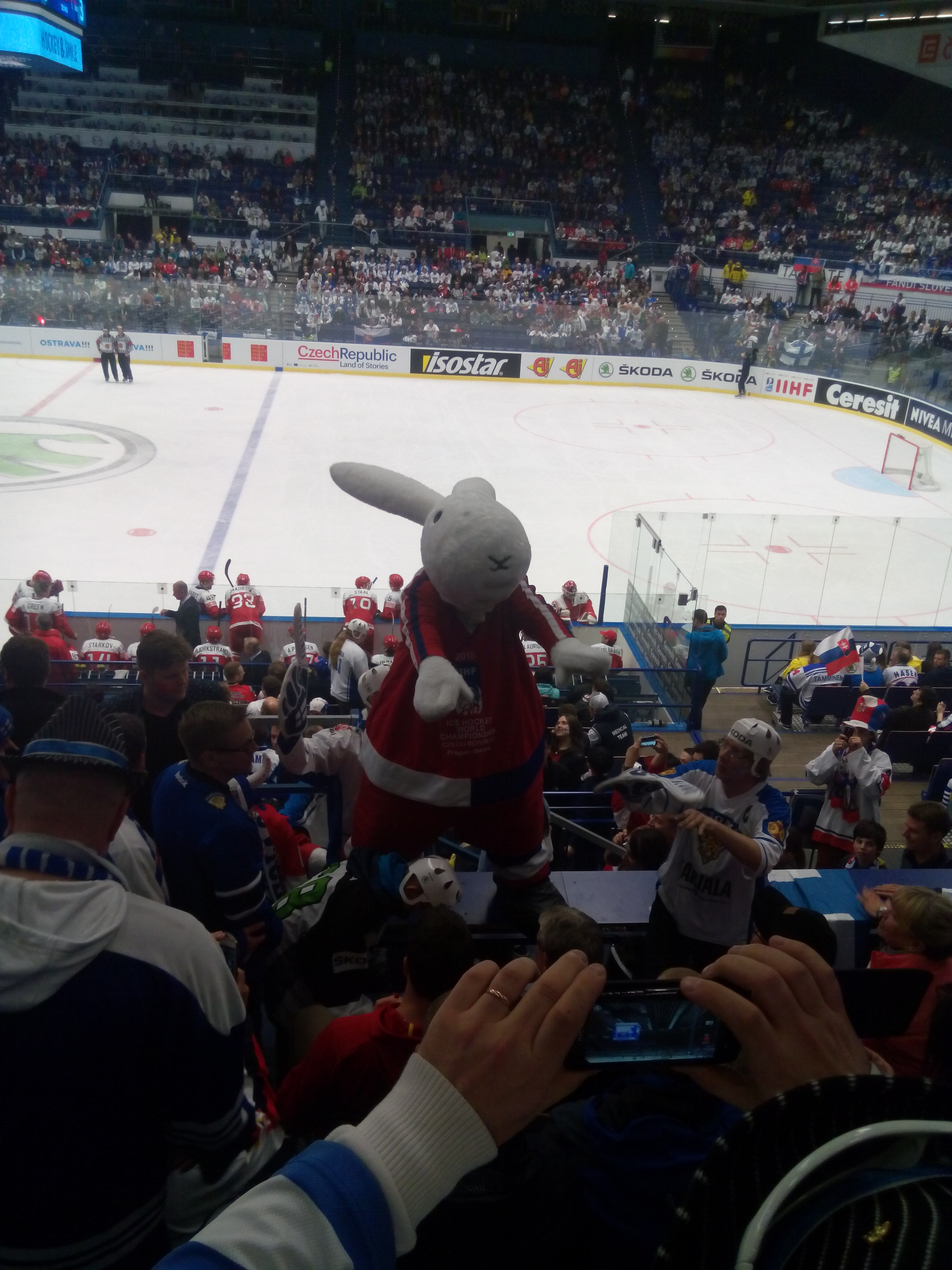
79. mistrovství světa v ledním hokeji v Praze a Ostravě

- Plzeň a belgický Mons jsou evropskými hlavními městy kultury.[1]
- 5. ledna – Bylo zjištěno, že prezidentský kancléř Vratislav Mynář koupil vilu ve Strašnicích za 5,5 miliónu korun, přičemž původně stála 8,25 milionu korun. Tento fakt vyvolal určité kontroverze. Mynář se hájí tím, že objekt byl v havarijním stavu.
- 27. ledna – Projevem prezidenta Miloše Zemana u příležitosti 70. výročí osvobození koncentračního tábora v Osvětimi začala kauza Hitler je gentleman.
- 10. února – 10 poslanců z hnutí Úsvit přímé demokracie se rozhodlo založit novou politickou stranu. Okamura, který byl proti, toto jednání označil za puč.
- 21. února – Udílení filmových cen Český lev za rok 2014
- 24. únor – V restauraci v Uherském Brodě zastřelil ozbrojený Zdeněk Kovář osm osob a jednu z nich těžce zranil. Muž po masakru spáchal sebevraždu.
- 13. března – dvě české turistky, které byly před dvěma lety uneseny neznámými ozbrojenci na Středním východě, se vrátily do České republiky.
- 28. března – V 11. ročníku soutěže Česká Miss 2015 zvítězila Nikol Švantnerová.
- 29. března – 1. dubna – V rámci Operace Dragoon Ride projelo územím České republiky 115 vozidel a asi 500 vojáků armády USA
- 6. dubna – Na lince A pražského metra byly slavnostně otevřeny stanice Bořislavka, Nádraží Veleslavín, Petřiny a Nemocnice Motol.[2][3]
- 14. dubna – Udílení literární ceny Magnesia Litera
- 18. dubna – Vysílání zahájila televizní stanice Kino Barrandov.
- 1.–17. května – V Praze a Ostravě proběhlo 79. mistrovství světa v ledním hokeji
- 16. června – Bylo zaregistrováno politické hnutí Svoboda a přímá demokracie
- 22. června – U přehrady Desná v Jizerských horách byla otevřena znovuvybudovaná turistická chata Krömerova bouda.
- 22. července – Ve Studénce došlo na blízkém přejezdu k železniční nehodě. Na železničním přejezdu se zde srazil vlak SC 512 Pendolino jedoucí na trase Bohumín – Františkovy Lázně s kamionem naloženými plechy, který uvízl mezi spuštěnými závorami. Zemřeli 3 cestující a 17 dalších bylo zraněno.
- 4. srpna – Při železniční nehodě u Horažďovic bylo zraněno 50 cestujících.
- 10.–16. srpna – Festival Prague Pride 2015
- 13. a 14. září – Českem projela hlavní část konvoje americké armády Danube Ride z bavorské základny ve Vilsecku na cvičení NATO Brave Warrior 2015.
- 19. září – Po osmi letech výstavby byl dán do provozu tunelový komplex Blanka v Praze
- Nýrská kauza

### Svět

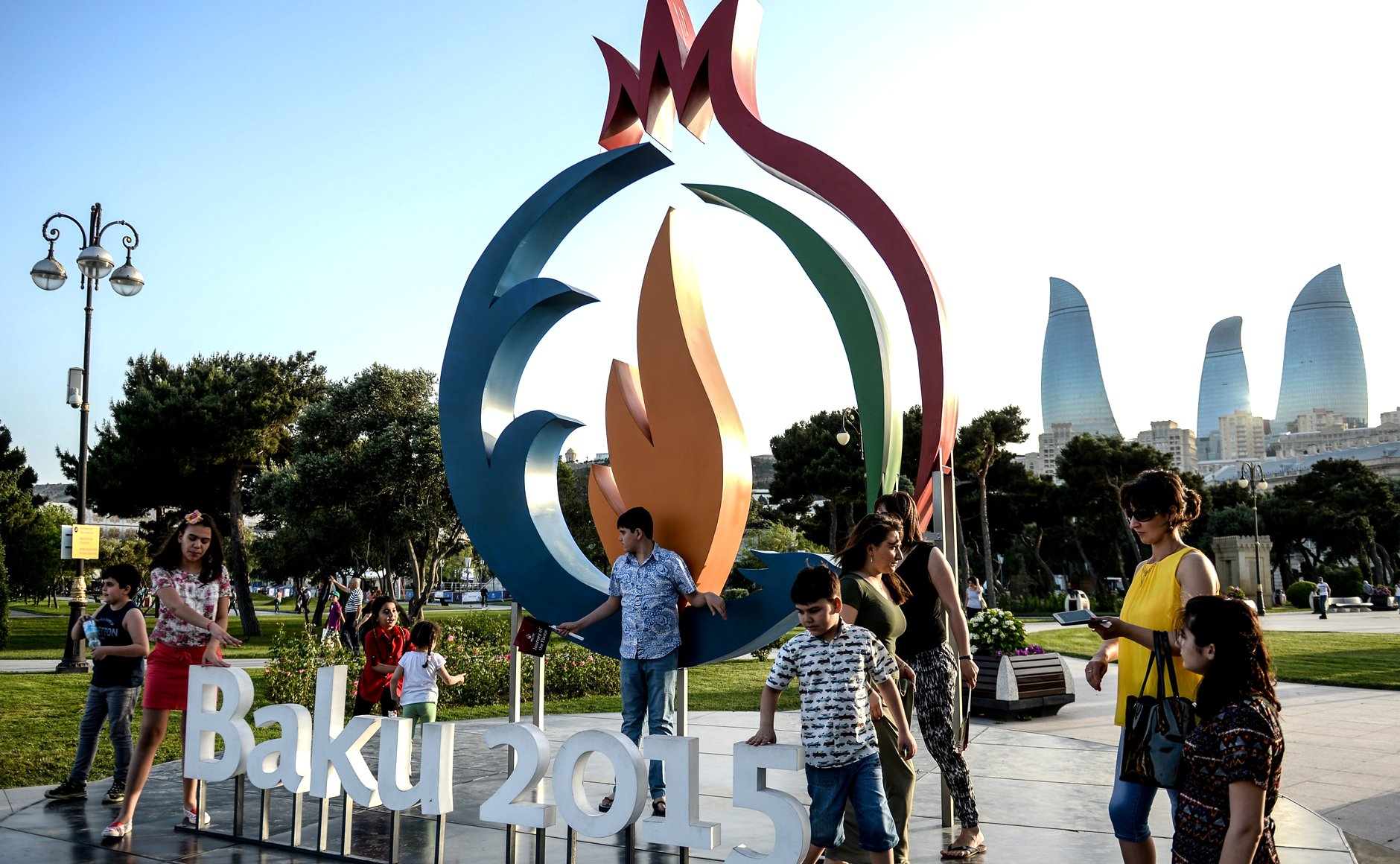
1. Evropské hry 2015 v ázerbájdžánském Baku

- Generální shromáždění Organizace spojených národů vyhlásilo rok 2015 Mezinárodním rokem půdy.
- 1. ledna
  - Litva se stala 19. členem Eurozóny.[4]
  - Vznikl Eurasijský ekonomický svaz.
  - Lotyšsko se ujalo předsednictví EU.
  - Srbsko se ujalo předsednictví Organizace pro bezpečnost a spolupráci v Evropě.[5]
- 3. ledna – Islámští radikálové popravili dalšího zajatce, tentokrát se jím stal jordánský pilot Maáz Kasásba.
- 3.–7. ledna – V nigerijském městě Baga zahynulo při masakru 150 – 2 000 osob.
- 7. ledna – Při útoku na redakci francouzského satirického týdeníku Charlie Hebdo bylo v Paříži zastřeleno 10 novinářů a dva policisté.
- 9. ledna
  - V Paříži došlo k dalšímu útoku, tentokrát židovském obchodě, kde ozbrojený muž zastřelil čtyři rukojmí. Večer byl zastřelen i on sám.
  - Dva pachatelé útoku na redakci týdeníku Charlie Hebdo byli zastřeleni u města Dammartin-en-Goële.
- 11. ledna – Pochod v Paříži uctil památku 17 obětí teroristických útoků. Akce se zúčastnilo 1,5 milionu lidí, mezi nimi také řada zahraničních politiků včetně českého premiéra Bohuslava Sobotky.
- 22. ledna – Po měsících nepokojů na svou funkci rezignoval jemenský prezident Abd Rabú Mansúr Hádí
- 24. ledna – Islámští radikálové popravili dalšího zajatce, tentokrát se jím stal japonský zaměstnanec soukromé bezpečnostní společnosti Haruna Jukawa.
- 25. ledna – V Řecku proběhly předčasné parlamentní volby, které vyhrála Koalice radikální levice známá také jako SYRIZA.
- 31. ledna – Islámští radikálové popravili dalšího zajatce, stal se jím opět japonský novinář Kendži Goto.
- 7. února – Referendum na Slovensku o výlučnosti manželství muže a ženy, adopci dětí osobami stejného pohlaví a ochraně děti před sexuální výchovou ve škole.
- 14. a 15. února – Při útocích v Kodani zahynuli dva lidé.
- 15. února – Islámští radikálové v Libyi popravili 21 egyptských křesťanů.
- 18. února – Ukončení bojů o Debalceve
- 11. března – Při požáru nákupního centra v ruské Kazani zahynulo 17 osob.
- 17. března – Izraelské volby do Knesetu
- 18. března – Islámští radikálové zastřelili v Tuniském muzeu Bardo 23 turistů, zemřeli i 2 útočníci.
- 20. března – Úplné zatmění Slunce viditelné ze severního Atlantiku, v Česku jako částečné (max. 76%)
- 24. března – Letoun Airbus A320 letící z Barcelony do Düsseldorfu se zřítil poblíž obce Barcelonnette ve francouzských Alpách. Na palubě letounu bylo 150 lidí, nikdo nepřežil.
- 26. března – Saúdská Arábie zahájila vojenskou intervenci v Jemenu.
- 2. dubna – Při útoku na univerzitu v keňské Garisse zahynulo 148 lidí.
- 13. dubna – Byl vyhlášen mikronárod Liberland.
- 25. dubna – Nepál zasáhlo ničivé zemětřesení, které si vyžádalo 8 632 obětí. Mrtvé hlásí také Indie, Bangladéš a Tibet.
- červen – Prudký nárůst přílivu uprchlíků do Evropy.
- 1. května – 31. října – Světová výstava Expo 2015 v italském Miláně
- 9. května – Vojenská přehlídka na Rudém náměstí
- 14. května – V Izraeli začala úřadovat čtvrtá vláda Benjamina Netanjahua
- 24. května – Polským prezidentem byl zvolen Andrzej Duda
- 1. června – Na čínské řece Jang-c’-ťiang při potopení lodi Tung-fang č’-sing zahynulo kolem 400 osob.
- 7. a 8. června – 41. summit G8 v Německu na bavorském zámku Elmau u města Garmisch
- 12.–28. června – uskutečnily se 1. Evropské hry 2015 v ázerbájdžánském Baku
- 15. června – V Evropském parlamentu vznikla euroskeptická frakce Evropa národů a svobody
- 17. června
  - Při střelbě v americkém Charlestonu zahynulo 9 lidí.
  - Maďarská vláda rozhodla o zahájení výstavby 175 km dlouhého plotu na maďarsko-srbské hranici proti nelegálním migrantům.
- 18. června – Papež František publikoval svou druhou encykliku Laudato si’
- 26. června
  - Při teroristických útocích v tuniské Súse a v mešitě v Kuvajtu zahynulo 67 lidí.
  - Nejvyšší soud v USA legalizoval sňatky homosexuálů ve všech státech USA.
- 30. června – Při havárii letadla Lockheed C-130 Hercules zahynulo v indonéském Medanu 143 lidí.
- 1. července – Lucembursko se ujalo předsednictví EU.
- 5. července – Řecké referendum o záchranném programu 2015
- 14. července
  - Sonda New Horizons se dostala do blízkosti Pluta a jeho měsíců. Tuto oblast bude zkoumat po dobu 6 měsíců.
  - ukončení rozšířené podpory operačního systému Windows Server 2003 a Windows Server 2003 R2
- 15. července – Únik dat z Ashley Madison
- 20. července – Kuba a Spojené státy americké navázaly po 54 letech diplomatické styky.
- 31. července – MOV zvolil za pořadatele Zimních olympijských her 2022 Peking.
- 5. srpna – Na břehu francouzského ostrova Réunion v Indickém oceánu byla nalezena část malajsijského letadla, které v březnu 2014 zmizelo během letu do Pekingu.
- 12. srpna – Organizace Sinajská provincie, která se hlásí k Islámskému státu, oznámila zabití uneseného chorvatského topografa Tomislava Salopka.
- 17. srpna – Při bombovém útoku v thajském Bangkoku zahynulo 20 lidí.
- 10. září
  - Královna Alžběta II. se stala nejdéle sloužícím britským panovníkem.
  - Vědci oznámili nález pozůstatků Homo naledi v Jihoafrické republice.
- 13. září – Částečné zatmění Slunce na jižní polokouli
- 14. září – Poprvé byly zaznamenány gravitační vlny (objev byl oznámen v únoru 2016)
- 18. září
  - Automobilka Volkswagen byla obviněna z podvodu při měření emisí u svých automobilů.
  - 31. října – Mistrovství světa v ragby v Anglii
- 24. září – Po vypuknutí paniky během pouti do Mekky zahynulo v oblasti Miná přes 2 000 poutníků.
- 28. září – V celé zemi byl vidět krvavý měsíc
- 30. září – Rusko se skrze letecké údery aktivně zapojilo do Syrské občanské války po boku vládních sil prezidenta Asada.
- 10. října – Při bombovém útoku v Ankaře zahynulo 102 lidí.
- 23. října – Největší hurikán Patricia poničil západní pobřeží Mexika.
- 25. října – V polských parlamentních volbách zvítězila strana Právo a spravedlnost se ziskem 37,6 % hlasů.
- 26. října – Při zemětřesení o síle 7,5 stupňů Richterovy stupnice zahynulo v Pákistánu a Afghánistánu 398 lidí.
- 31. října – Na Sinajském poloostrově po zřícení ruského letadla zahynulo všech 224 lidí na palubě.
- 7. listopadu – V Singapuru se poprvé od roku 1949 sešel čínský prezident (Si Ťin-pching) a prezident Čínské republiky (Ma Jing-ťiou).
- 13. listopadu – Během série teroristických útoků v Paříži zahynulo 129 lidí a přes 300 dalších bylo zraněno.
- 21. listopadu – Junior Eurovision Song Contest 2015 v Sofii.
- 24. listopadu – Turecké protivzdušné síly sestřelily u hranic se Sýrií ruský bombardér Su-24.
- 30. listopadu – Klimatická konference v Paříži
- Dluhová krize v Řecku

## Narození

### Svět
- 12. dubna – India Casiraghi, monacká princezna
- 2. května – Princezna Charlotte z Walesu, dcera prince Williama, následníka britského trůnu
- 15. června – Nicolas Švédský, syn švédské princezny Madeleine

## Úmrtí

### Česko
- 6. ledna

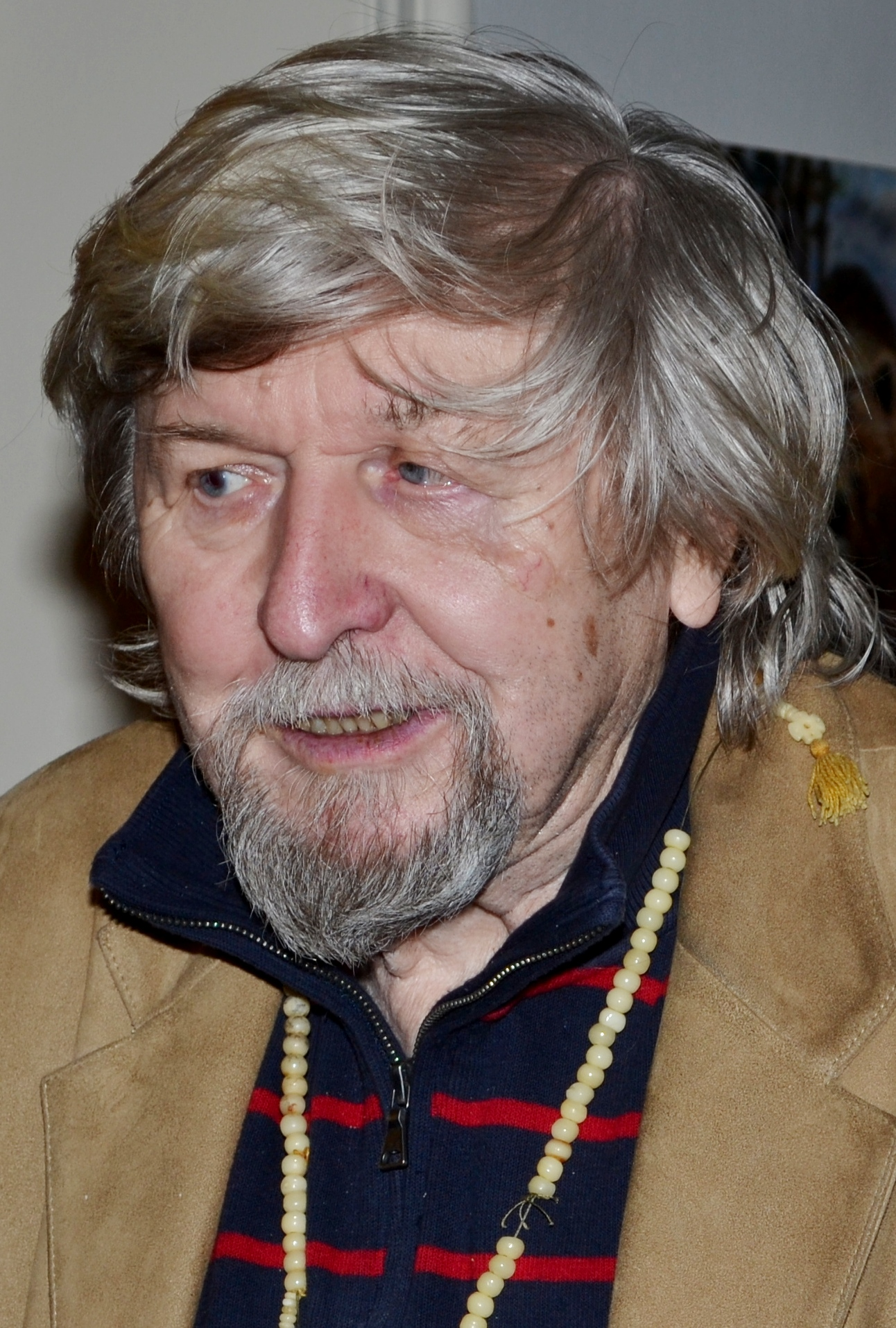
Miroslav Ondříček († 28. březen)

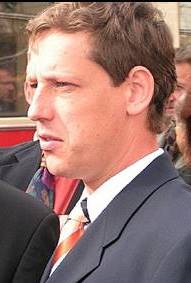
Stanislav Gross († 16. duben)

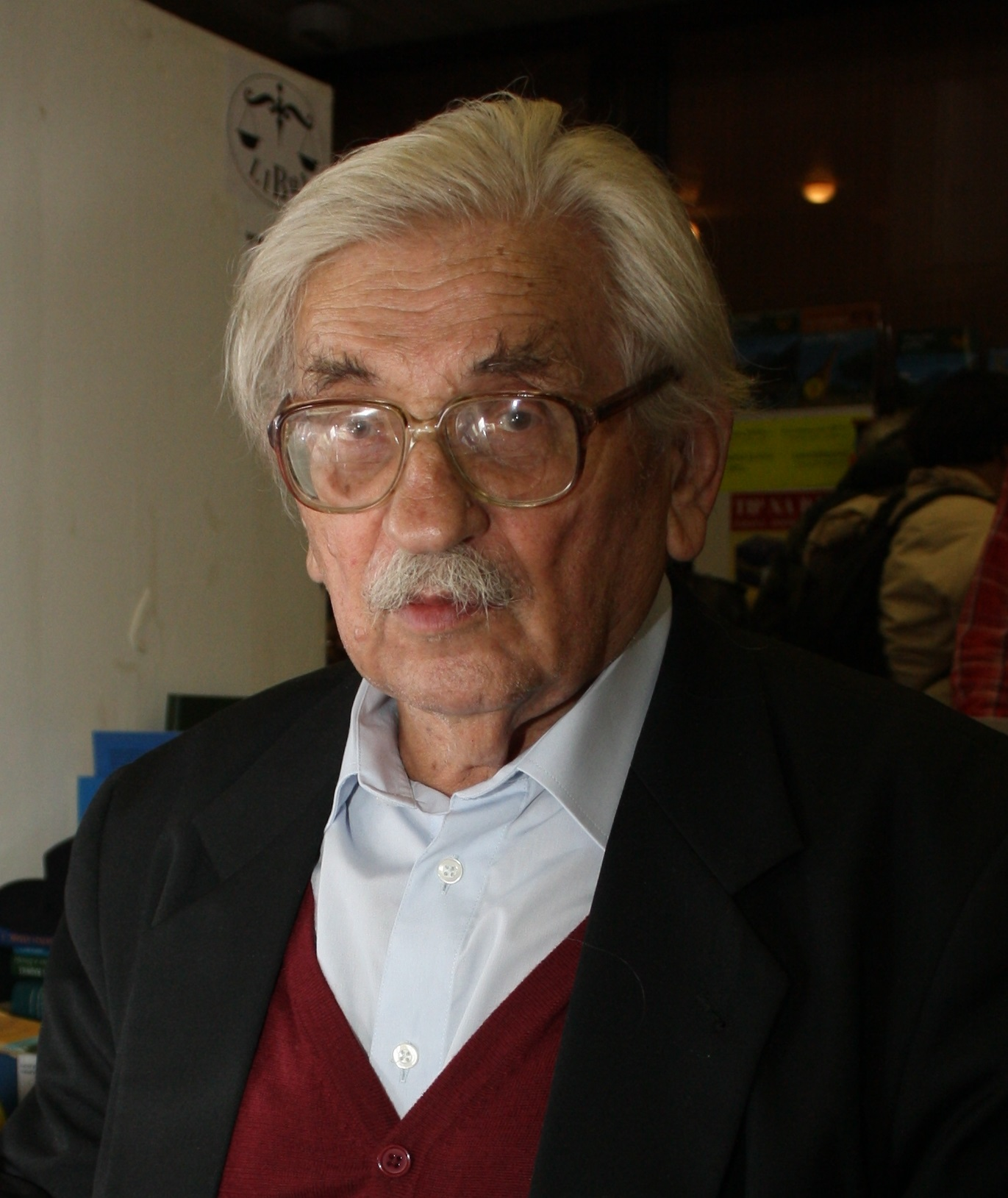
Ludvík Vaculík († 6. červen)

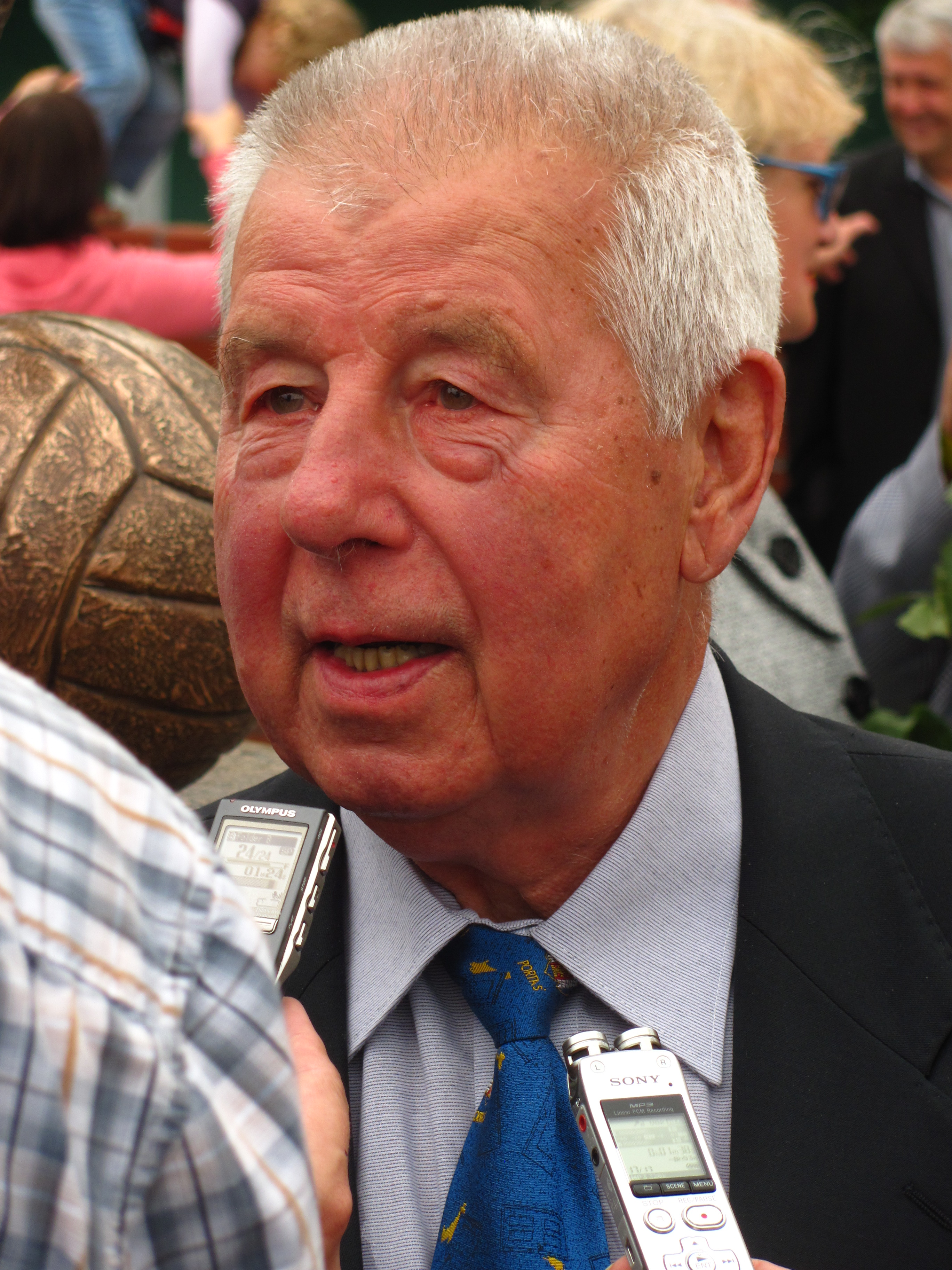
Josef Masopust († 29. červen)

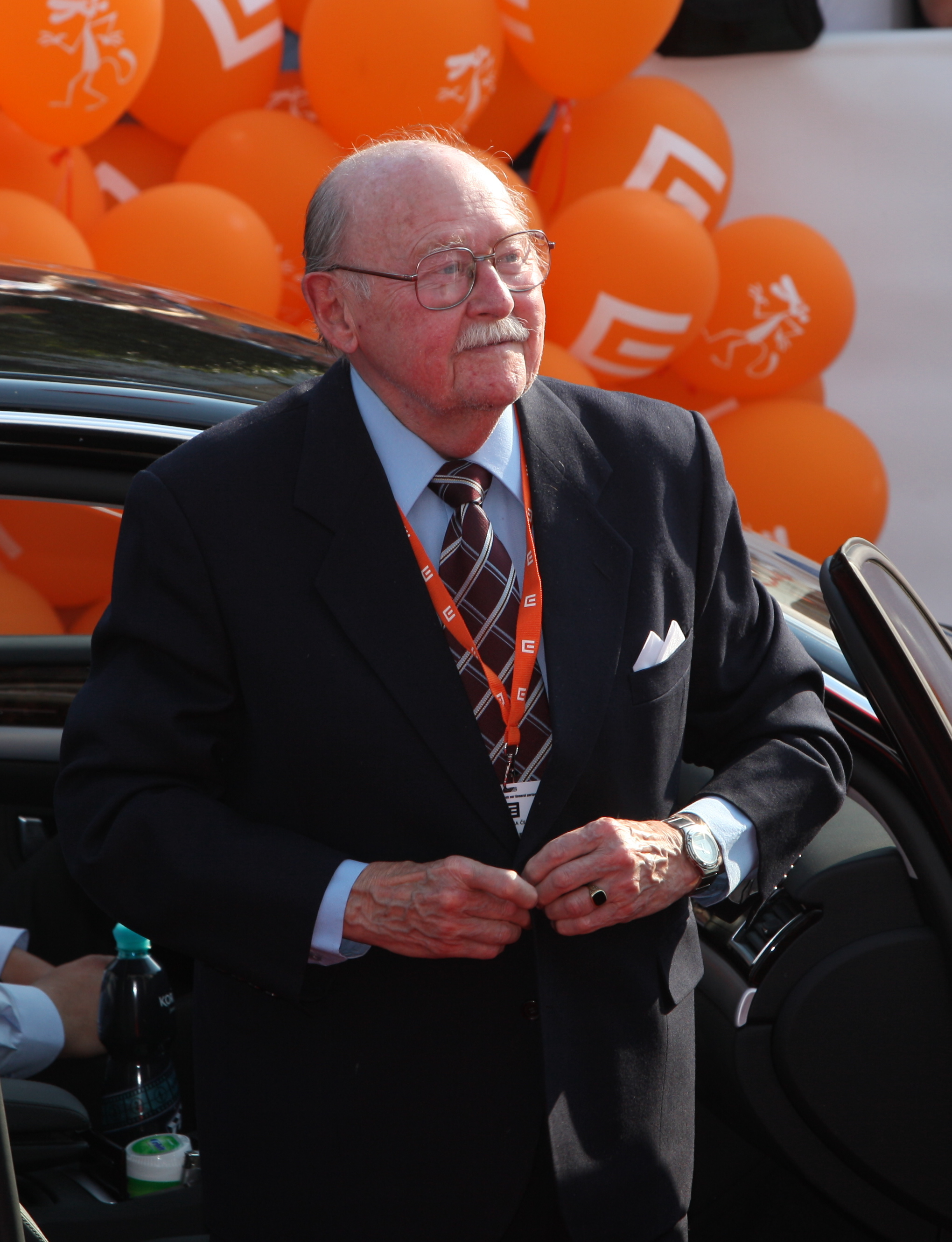
Lubomír Lipský († 2. říjen)

  - Vlastimil Bubník, hokejista a fotbalista (* 18. března 1931)
  - Ladislav Pachta, matematik (* 3. března 1928)
- 8. ledna – Eva Jiroušková, herečka (* 2. května 1931)
- 10. ledna – Jan Sekera, historik umění a galerista (* 14. listopadu 1935)
- 12. ledna – Josef Kuchinka, dirigent (* 21. října 1925)
- 15. ledna – Ludmila Brožová-Polednová, komunistická prokurátorka (* 20. prosince 1921)
- 20. ledna – Marie Pilátová, herečka (* 14. května 1921)
- 26. ledna
  - Oldřich Šuleř, spisovatel (* 1. června 1924)
  - Jan Trojan, muzikolog, rozhlasový redaktor a pedagog (* 31. května 1926)
- 30. ledna – Jiří Kořalka, historik (* 7. února 1931)
- 2. února
  - Karel Malina, rozhlasový sportovní reportér (* 21. února 1931)
  - Pavel Medek, překladatel (* 3. ledna 1952)
- 3. února – Hana Drábková, psycholožka, zakladatelka české Mensy (* 19. května 1924)
- 4. února – Pavel Jurkovič, hudebník, zpěvák, skladatel a popularizátor lidových písní (* 18. srpna 1933)
- 11. února – Zdeněk Mašek, varhaník (* 22. dubna 1930)
- 13. února – Jan Pohan, herec (* 7. prosince 1930)
- 14. února
  - Vasil Korol, válečný veterán rusínské národnosti (* 15. prosince 1922)
  - Jan Šabršula, romanista (* 31. března 1918)
  - Petr Vavroušek, lingvista, indolog, chetitolog a indoevropeista (* 14. června 1949)
- 7. března – Věra Olivová, historička (* 13. listopadu 1926)
- 18. března
  - Josef Krofta, režisér loutkového divadla a vysokoškolský student (* 30. března 1943)
  - František Daneš, jazykovědec (* 23. července 1919)
- 19. března – Stanislav Prýl, hokejový reprezentant (* 23. listopadu 1942)
- 20. března
  - Josef Mikoláš, hokejový brankář (* 23. ledna 1938)
  - Petr Vopěnka, matematik a filozof (* 16. května 1935)
- 25. března – Josef Rybička, hlasový pedagog (* 8. prosince 1922)
- 28. března – Miroslav Ondříček, kameraman (* 4. listopadu 1934)
- 31. března – Dalibor Veselý, architekt, historik umění (* 19. června 1934)
- 1. dubna – Jana Skalická, výtvarnice a pedagožka (* 25. března 1957)
- 3. dubna – Bedřich Šetena, herec (* 19. dubna 1939)
- 11. dubna
  - Stanislav Balík, právní historik (* 15. února 1928)
  - František Bílský, mistr varhanář (* 27. listopadu 1924)
  - Karel Pospíšil, filmový a divadelní herec (* 4. ledna 1938)
- 16. dubna – Stanislav Gross, politik a premiér (* 30. října 1969)
- 17. dubna – Jaroslav Holík, hokejový reprezentant (* 3. srpna 1942)
- 20. dubna – Václav Rabas, varhaník, publicista, hudební pedagog a politik (* 14. srpna 1933)
- 25. dubna – Jiří Hledík, fotbalový reprezentant (* 19. dubna 1929)
- 27. dubna – Jiří Kejř, historik (* 28. srpna 1921)
- 28. dubna – Josef Žluťák Hrubý, herec a spisovatel (* 2. prosince 1943)
- 29. dubna – Jiří Pelikán, spoluzakladatel Evropského hnutí fair play (* 4. června 1932)
- 1. května
  - Petr Poš, výtvarník a režisér animovaných filmů (* 2. ledna 1944)
  - Karel Vašák, ředitel Mezinárodního ústavu pro lidská práva (* 26. června 1929)
- 10. května – Jindřich Roudný, atlet, běžec (* 14. února 1924)
- 17. května – Simeona Hošková, historička umění, kurátorka, redaktorka a překladatelka (* 13. března 1945)
- 5. června – Ivana Houserová, sklářská výtvarnice (* 25. června 1957)
- 6. června – Ludvík Vaculík, spisovatel (* 23. července 1926)
- 8. června – Otokar Hořínek, olympionik, sportovní střelec (* 12. května 1929)
- 13. června – Jiří Dunovský, pediatr (* 16. dubna 1930)
- 15. června
  - Jiří Štrunc, sbormistr a hudební pedagog (* 19. dubna 1931)
  - Josef Topol, básník a dramatik (* 1. dubna 1935)
- 22. června – Josef Kremláček, malíř a ilustrátor (* 5. března 1937)
- 26. června – Kája Saudek, malíř a komiksový kreslíř (* 13. května 1935)
- 29. června
  - Josef Masopust, fotbalista (* 9. února 1931)
  - Ivan Roubal, sériový vrah (* 12. května 1951)
- 1. července – Miloslava Misáková, sportovní gymnastka, zlato na OH 1948 (* 25. února 1922)
- 4. července – Aleš Jarý, herec (* 26. prosince 1958)
- 11. července – Ota Petřina, kytarista, skladatel, textař, zpěvák a kapelník (* 4. června 1949)
- 14. července – Jaroslav Opat, filozof a historik (* 11. dubna 1924)
- 16. července – Pavel Červinka, operní zpěvák, baryton (* 9. března 1940)
- 19. července – Václav Snítil, houslista, hudební pedagog (* 1. března 1928)
- 21. července – Ladislav Horáček, nakladatel (* 17. června 1947)
- 22. července
  - Aleš Havlíček, filozof, vysokoškolský pedagog (* 15. ledna 1956)
  - Anežka Merhautová, historička umění (* 29. prosince 1919)
- 26. července – Ladislav Kantor, politik, zpěvák, hudebník (* 25. listopadu 1945)
- 27. července – Ivan Moravec, pianista, hudební pedagog (* 9. listopadu 1930)
- 28. červenec – Josef Vlček, moravský katolický aktivista, politický vězeň a vydavatel (* 6. června 1920)
- 29. července – Sylva Turbová, česká a slovenská herečka (* 30. září 1947)
- 30. července
  - Ludmila Dvořáková, operní pěvkyně – sopranistka (* 11. července 1923)
  - Ája Vrzáňová, krasobruslařka (* 16. května 1931)
- 2. srpna – Pavel Vantuch, televizní režisér (Hledání ztraceného času) (* 22. ledna 1942)
- 4. srpna – Jaroslav Tomsa, kaskadér, zakladatel první české kaskadérské agentury (* 19. února 1930)
- 12. srpna – Miloš Hlavica, herec (* 29. října 1933)
- 18. srpna – František Pojdl, televizní režisér (* 22. března 1928)
- 20. srpna
  - Zuzana Brabcová, spisovatelka (* 23. března 1959)
  - Pavel Krbálek, sochař, šperkař a malíř (* 2. dubna 1928)
- 23. srpna – Jiří Bouda, grafik, malíř a ilustrátor (* 5. května 1934)
- 1. září
  - Jiří Louda, heraldik, autor současného českého státního znaku (* 3. října 1920)
  - Alexander Tolčinský, moderátor, redaktor a zahraniční zpravodaj Českého rozhlasu (* 2. srpna 1969)
- 4. září – Vladimír Vodička, hudební skladatel (* 1. května 1925)
- 8. září – Marie Spurná, herečka (* 28. dubna 1949)
- 10. září – Radim Palouš, pedagog (* 6. listopadu 1924)
- 27. září – Andrej Gjurič, psycholog a politik (* 29. listopadu 1938)
- 28. září – Miroslav Hajn, tanečník a taneční pedagog (* 10. května 1960)
- 29. září – Jiří Krytinář, herec (* 28. dubna 1947)
- 30. září
  - Pavel Balcárek, archivář, historik a politik (* 3. srpna 1940)
  - Vladimír Branislav, scenárista, dramaturg, reportér a režisér (* 3. května 1935)
- 2. října – Lubomír Lipský, herec (* 19. dubna 1923)
- 30. října – Věra Šťovíčková-Heroldová, rozhlasová novinářka a překladatelka (* 3. listopadu 1930)
- 10. listopadu – Hana Fousková, spisovatelka, básnířka a výtvarnice (* 5. května 1947)
- 13. listopadu – Milada Misárková, překladatelka (* 6. ledna 1929)
- 25. listopadu – Inez Tuschnerová, textilní výtvarnice a malířka (* 6. května 1932)
- 29. prosince – Pavel Srniček, fotbalový brankář (10. března 1968)
- 31. prosince – Alexandr Beer, generál (* 7. února 1917)
- neznámé datum – Jaroslav Mlezák, horolezec (* 1924)

### Svět
- 1. ledna

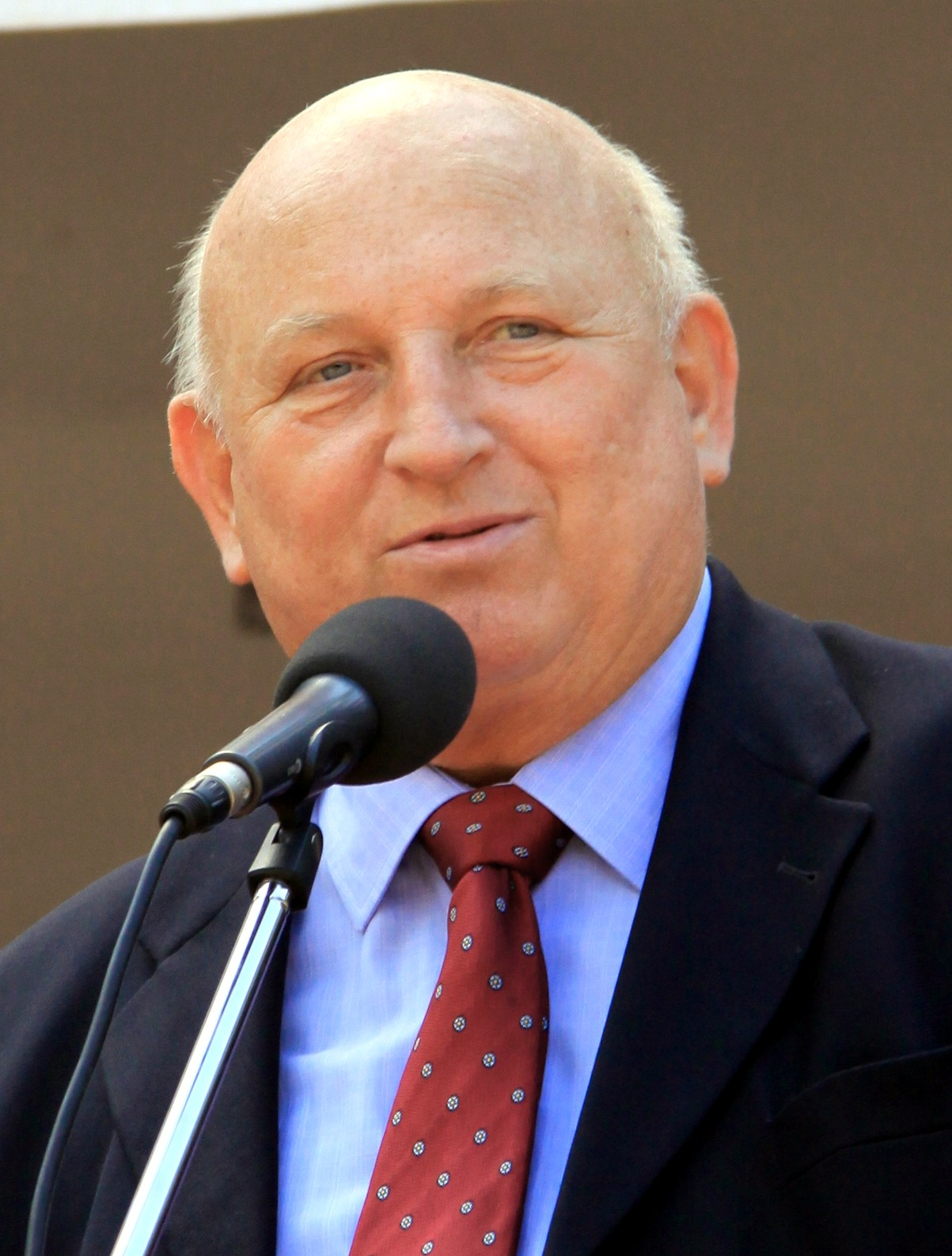
Józef Oleksy († 9. leden)

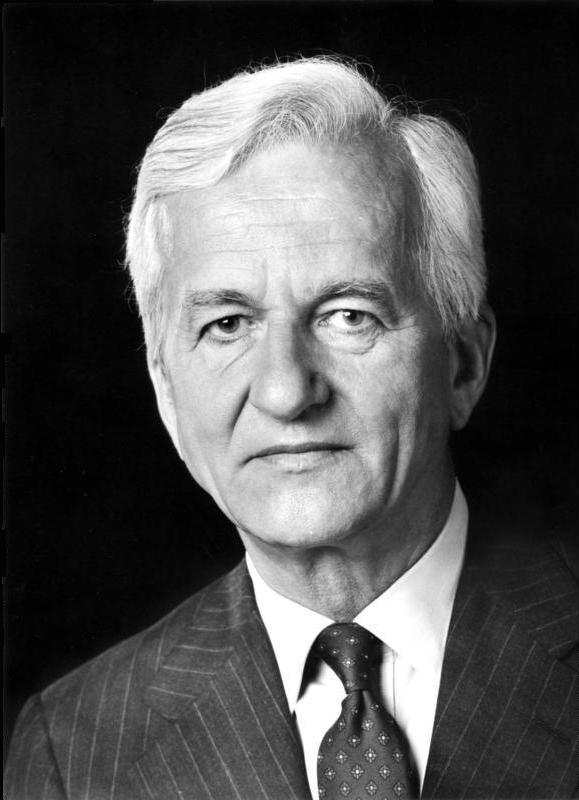
Richard von Weizsäcker († 31. leden)

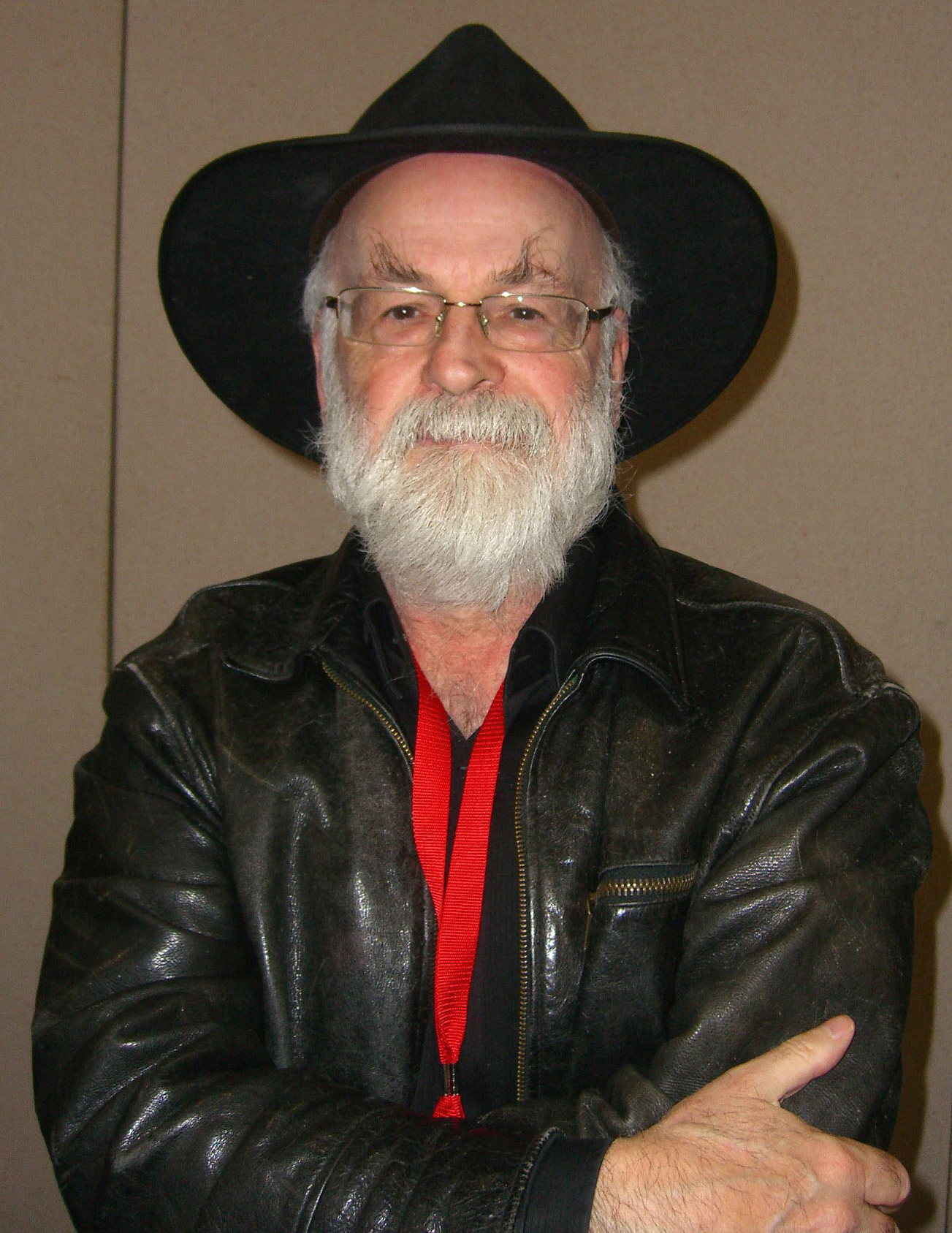
Terry Pratchett († 12. březen)

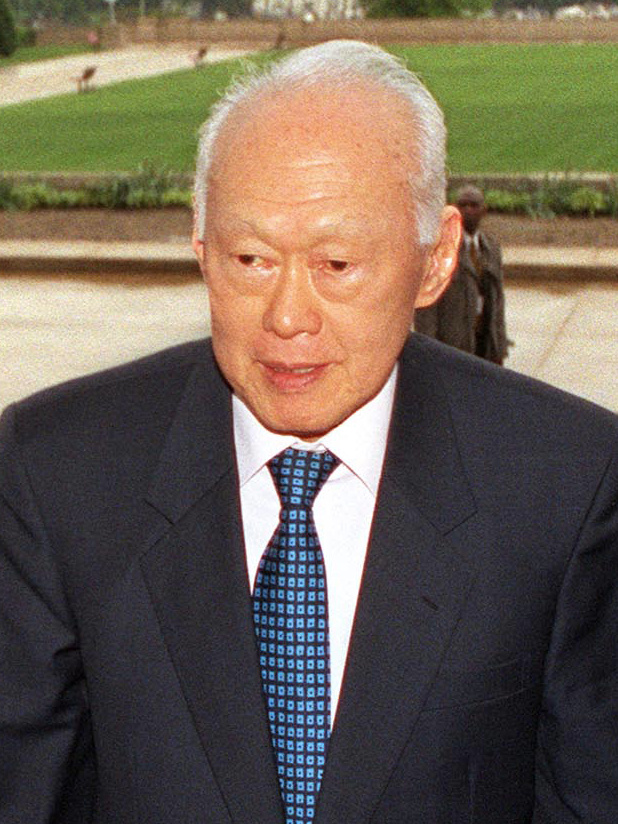
Li Kuang-jao († 23. březen)

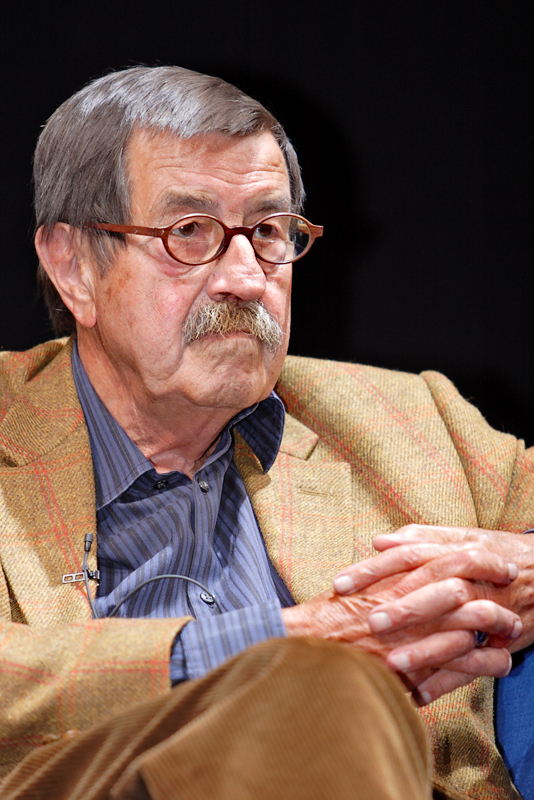
Günter Grass († 13. duben)

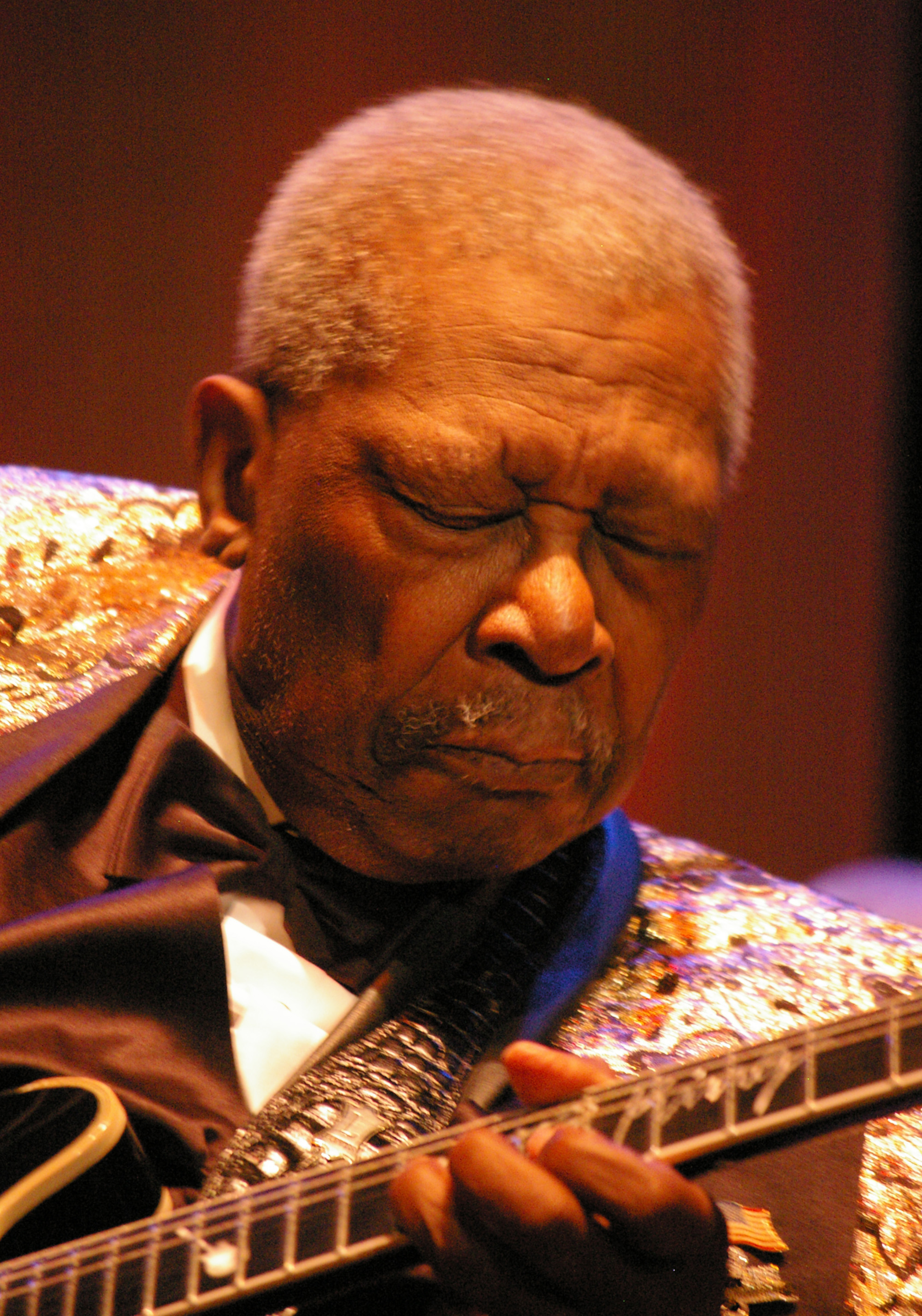
B. B. King († 14. květen)

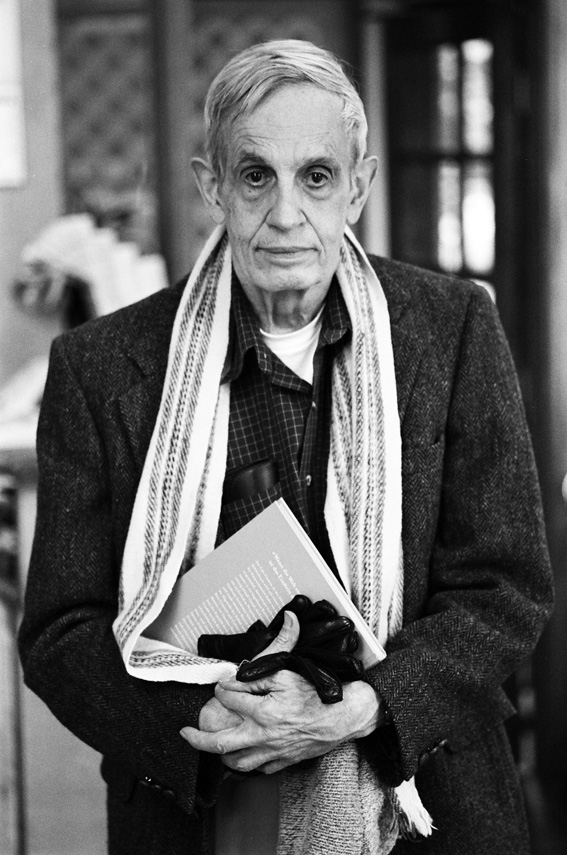
John Forbes Nash († 23. květen)

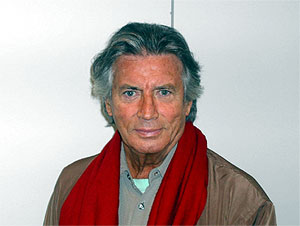
Pierre Brice († 6. červen)

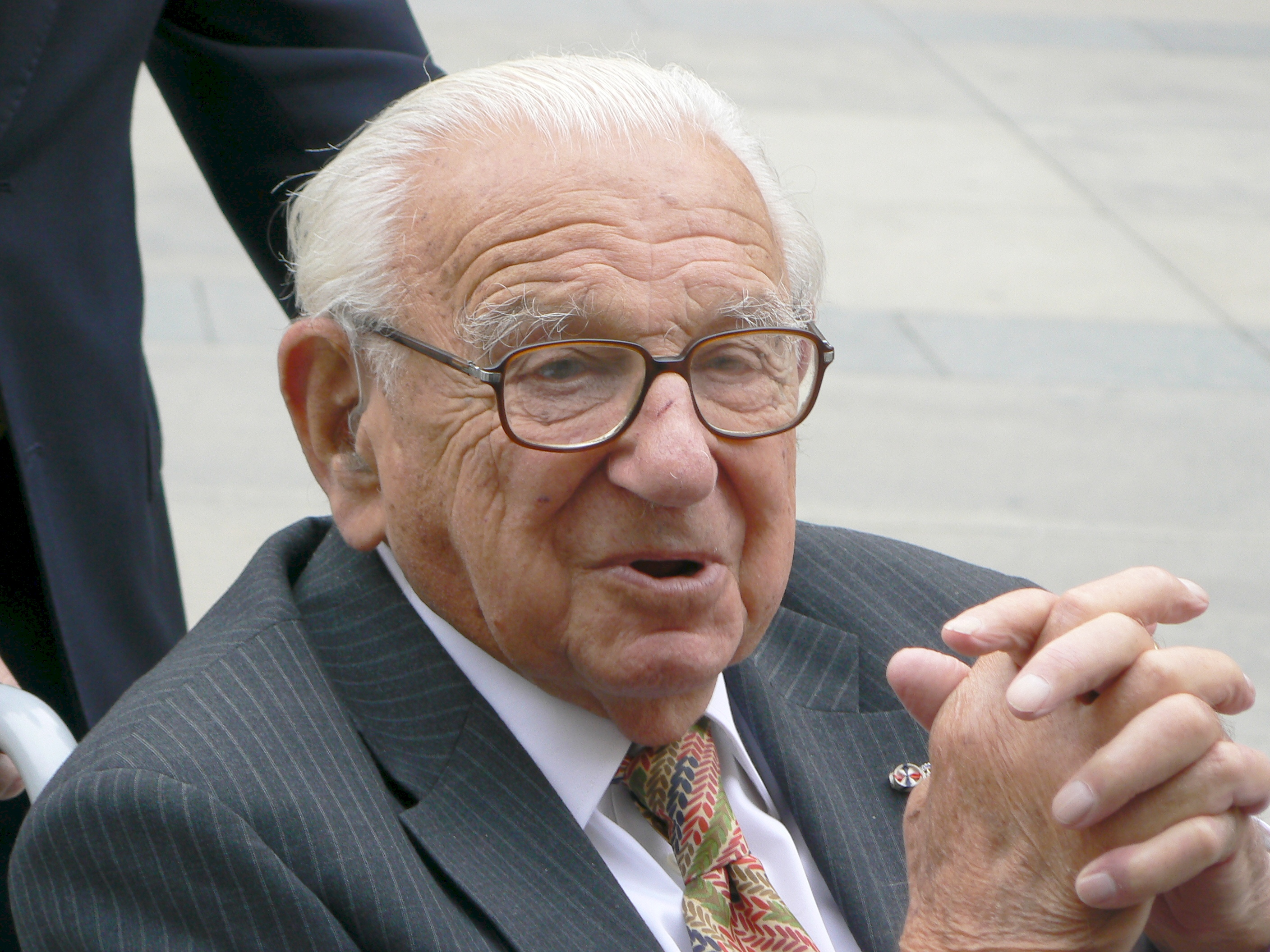
Nicholas Winton († 1. červenec)

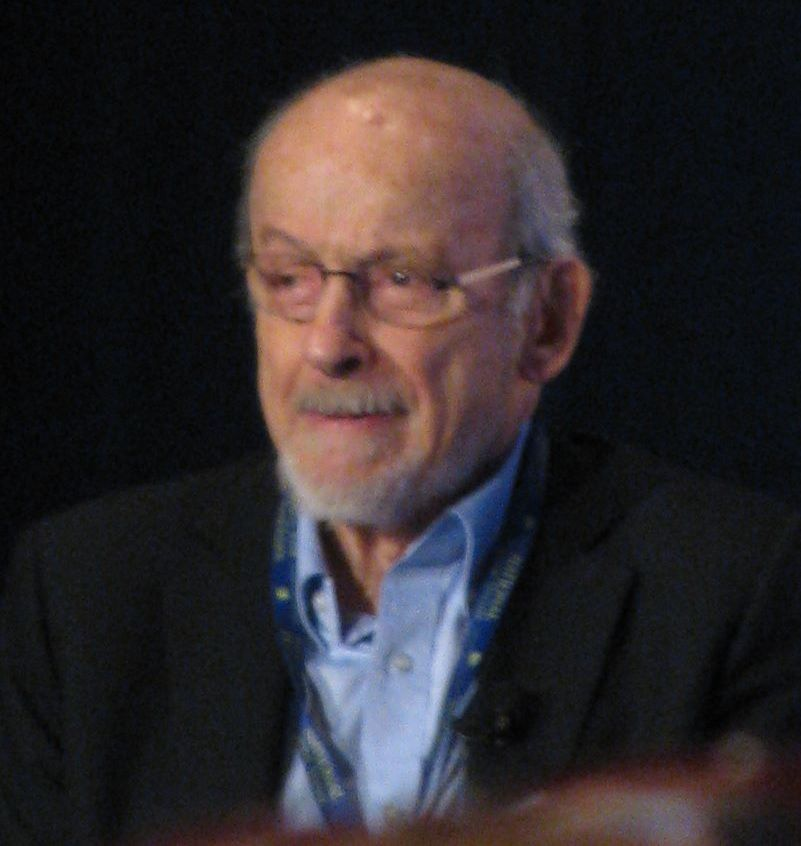
E. L. Doctorow († 21. červenec)

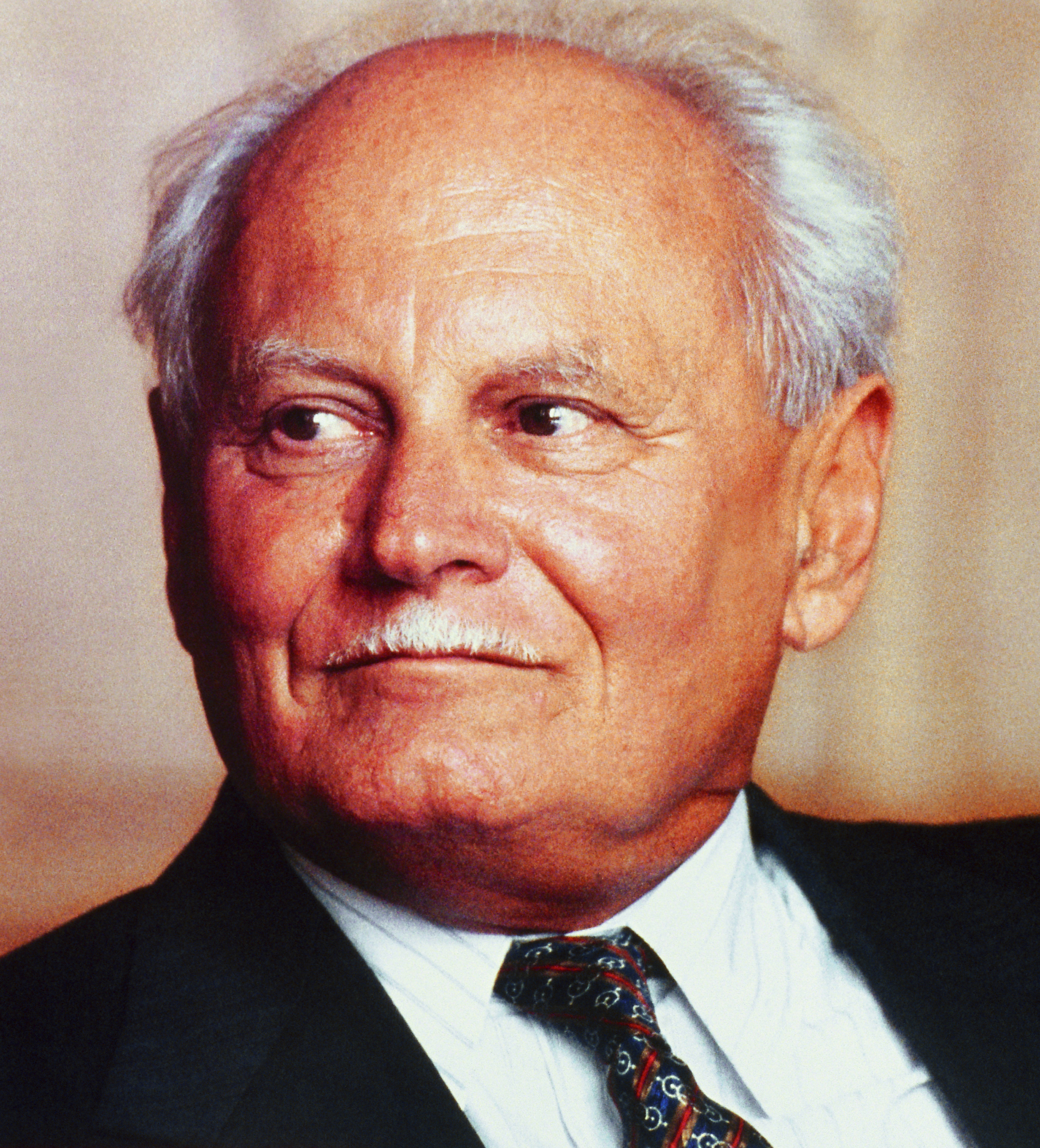
Árpád Göncz († 6. říjen)

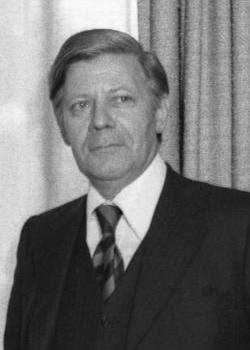
Helmut Schmidt († 10. listopad)

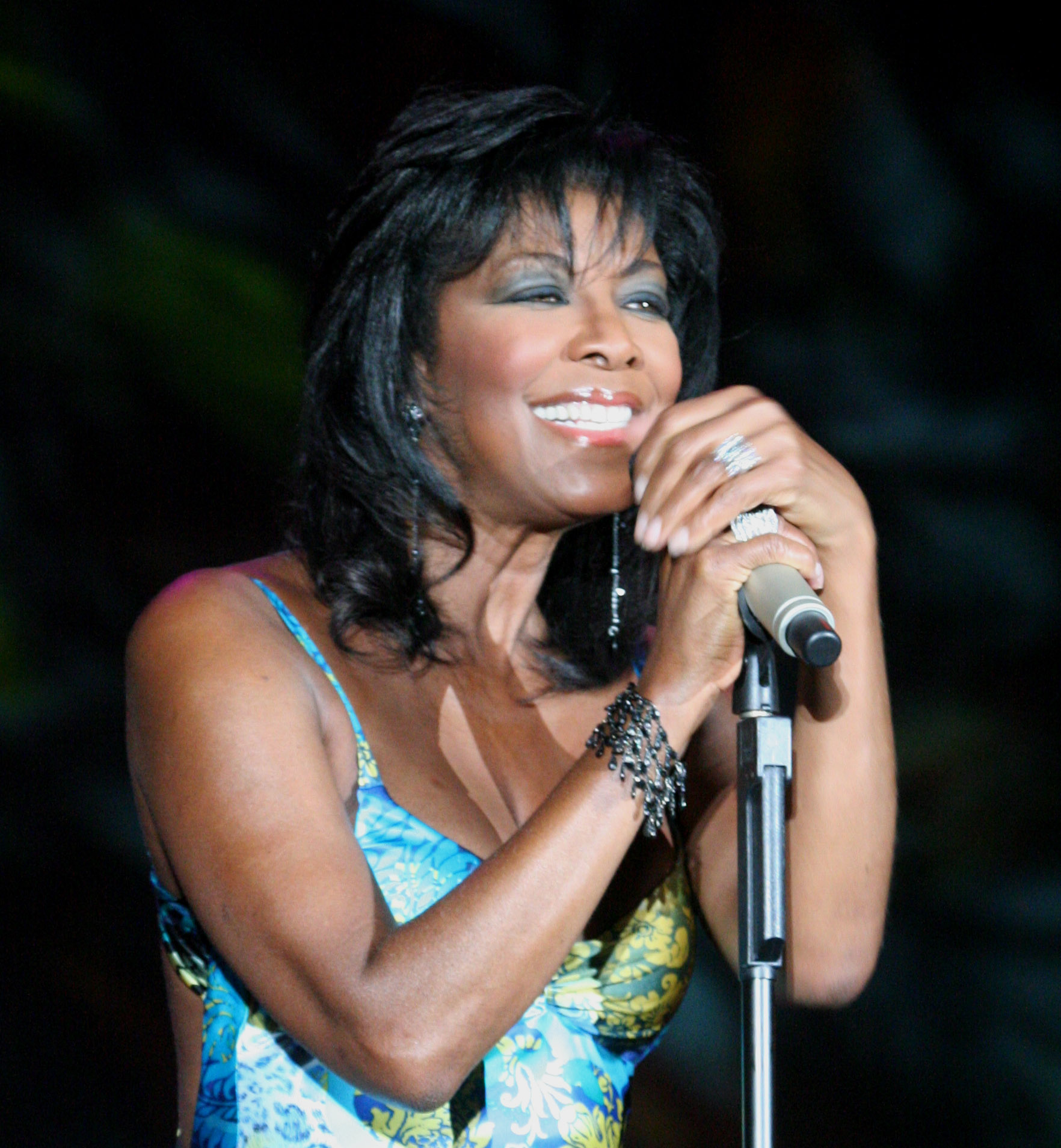
Natalie Cole († 31. prosinec)

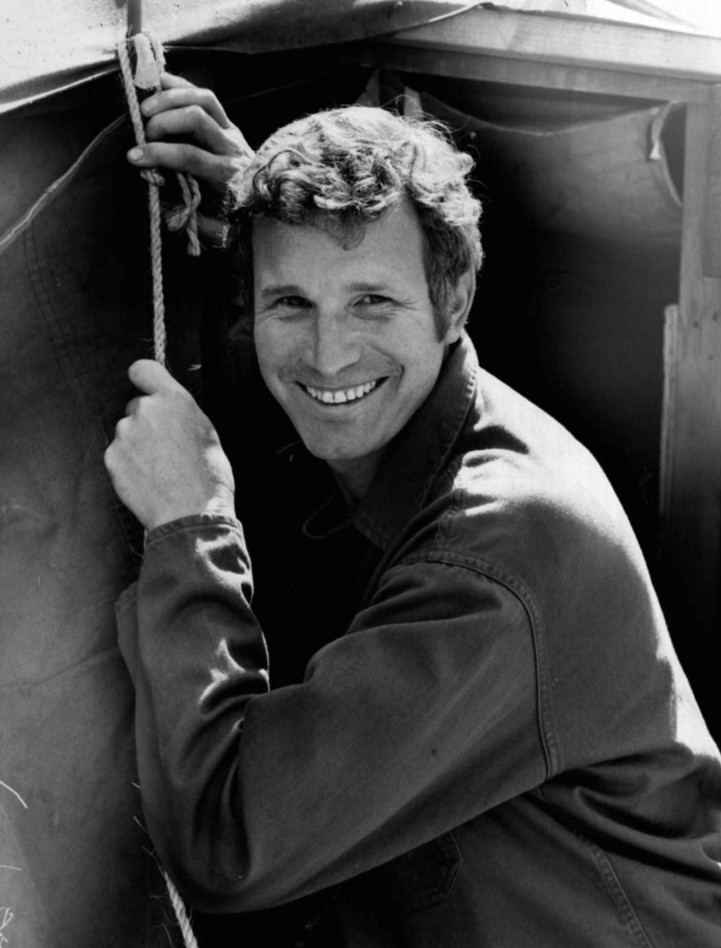
Wayne Rogers († 31. prosinec)

  - Ulrich Beck, německý sociolog (* 15. května 1944)
  - Mario Cuomo, americký politik (* 15. června 1932)
  - Jeff Golub, americký jazzový kytarista (* 15. dubna 1955)
  - Omar Karámí, libanonský premiér (* 7. září 1934)
  - Boris Morukov, ruský kosmonaut (* 1. října 1950)
- 3. ledna
  - Rudolf Kramoliš, slovenský a československý fotbalista (* 12. října 1957)
  - Jouko Törmänen, finský skokan na lyžích, olympijský vítěz (* 10. dubna 1954)
- 2. ledna
  - Little Jimmy Dickens, americký zpěvák a kytarista (* 19. prosince 1920)
  - Arpád Račko, slovenský sochař (* 17. července 1930)
- 6. ledna – Joan Peters, americká spisovatelka (* 29. dubna 1938)
- 7. ledna
  - Tadeusz Konwicki, polský filmový režisér a spisovatel (* 22. června 1926)
  - Arch A. Moore, Jr., americký právník a politik (* 16. dubna 1923)
  - Rod Taylor, australský herec (* 11. ledna 1930)
  - při útoku na redakci časopisu Charlie Hebdo v Paříži zahynuli:
    - Georges Wolinski, francouzský karikaturista (* 28. června 1934)
    - Stéphane Charbonnier, známý jako Charb, francouzský karikaturista (* 21. srpna 1967)
    - Philippe Honoré, francouzský karikaturista (* 25. listopadu 1941)
    - Bernard Verlhac, francouzský karikaturista (* 1. ledna 1957)
    - Jean Cabut, známý jako Cabu, francouzský karikaturista (* 13. ledna 1938)
    - Elsa Cayatová, francouzská psychoanalytička a publicistka (* 9. března 1960)
    - Bernard Maris, francouzský ekonom, spisovatel, novinář a pedagog (* 23. září 1946)
- 9. ledna
  - Józef Oleksy, polský premiér (* 22. června 1946)
  - James Lauritz Reveal, americký botanik (* 29. března 1941)
- 10. ledna
  - Tim Drummond, americký baskytarista (* 20. dubna 1940)
  - Robert Stone (spisovatel), americký spisovatel a scenárista (* 21. srpna 1937)
  - Francesco Rosi, italský filmový režisér (* 15. listopadu 1922)
- 11. ledna – Anita Ekbergová, švédská modelka a herečka (* 29. září 1931)
- 12. ledna – Jelena Obrazcovová, ruská operní pěvkyně (* 7. července 1939)
- 15. ledna – Kim Fowley, americký hudební producent a skladatel (* 21. července 1939)
- 17. ledna – Fátin Hamámaová, egyptská filmová producentka a herečka (* 27. května 1931)
- 19. ledna – Karl H. Pribram, americký neurochirurg a myslitel (* 25. února 1919)
- 20. ledna – Edgar Froese, německý hudebník (* 6. června 1944)
- 23. ledna – Abd Alláh bin Abd al-Azíz, král Saúdské Arábie (* 1. srpna 1924)
- 25. ledna – Demis Roussos, řecký zpěvák (* 15. června 1946)
- 27. ledna – Charles Hard Townes, americký fyzik, nositel Nobelovy ceny (* 28. července 1915)
- 28. ledna – Yves Chauvin, francouzský chemik, nositel Nobelovy ceny (* 10. října 1930)
- 29. ledna
  - Colleen McCulloughová, australská spisovatelka (1. června 1937)
  - Jisra'el Jinon, izraelský dirigent (* 11. ledna 1956)
- 30. ledna
  - Geraldine McEwanová, anglická herečka (* 9. května 1932)
  - Želju Želev, bulharský prezident (* 3. březen 1935)
- 31. ledna – Richard von Weizsäcker, německý prezident (* 15. dubna 1920)
- 1. února
  - Aldo Ciccolini, francouzský klavírista pocházející z Itálie (* 15. srpna 1925)
  - Martin Ťapák, slovenský režisér, herec, tanečník a choreograf (* 13. října 1926)
- 2. února – Joseph Alfidi, americký klavírista a dirigent (* 28. května 1949)
- 3. února
  - Martin Gilbert, britský historik (* 25. října 1936)
  - Walter Liedtke, americký historik umění (* 28. srpna 1945)
- 5. února – Val Logsdon Fitch, americký jaderný fyzik (* 10. března 1923)
- 6. února – André Brink, jihoafrický spisovatel (* 29. května 1935)
- 10. února – Karl Josef Becker, německý římskokatolický kněz, kardinál (* 18. dubna 1928)
- 11. února – Roger Hanin, francouzský herec a režisér (* 20. října 1925)
- 13. února – John McCabe, anglický hudební skladatel a klavírista (* 21. dubna 1939)
- 14. února
  - Philip Levine, americký básník (* 10. ledna 1928)
  - Wim Ruska, nizozemský judista (* 29. srpna 1940)
- 16. února
  - John Davies, velšský historik (* 25. dubna 1938)
  - Lesley Gore, americká zpěvačka a herečka (* 2. května 1946)
- 18. února – Wilhelm Störmer, německý historik (* 13. září 1928)
- 21. února
  - Clark Terry, americký trumpetista (* 14. prosince 1920)
  - Alexej Alexandrovič Gubarev, sovětský vojenský letec a kosmonaut (* 29. března 1931)
- 22. února – Roger Cecil, velšský malíř (* 18. července 1942)
- 25. února – Harve Bennett, americký televizní a filmový producent a scenárista (* 17. srpna 1930)
- 26. února
  - Nadia Chilu, izraelská politička (* 5. července 1953)
  - Fritz J. Raddatz, německý spisovatel, novinář a literární kritik (* 3. září 1931)
- 27. února
  - Leonard Nimoy, americký herec, filmový režisér, básník a fotograf (* 26. března 1931)
  - Boris Němcov, ruský politik (* 9. října 1959)
- 28. února – Yaşar Kemal, turecký spisovatel kurdského původu (* 6. října 1923)
- 4. března – Dušan Bilandžić, chorvatský právník, politik a historik (* 20. května 1924)
- 5. března – Edward Michael Egan, americký kardinál (* 2. dubna 1932)
- 6. března – Osi Rhys Osmond, velšský malíř a televizní a rozhlasový moderátor (* ? 1943)
- 8. března
  - Lew Soloff, americký jazzový trumpetista, skladatel a herec (* 20. února 1944)
  - Sam Simon, americký televizní producent a scenárista a spolutvůrce animovaného seriálu Simpsonovi (* 6. června 1955)
- 9. března – Frei Otto, německý architekt (* 31. května 1925)
- 10. března – Richard Glatzer, americký herec (* 28. ledna 1952)
- 11. března – Harri Pritchard Jones, velšský spisovatel, kritik a psychiatr (* 10. března 1933)
- 12. března
  - Michael Graves, americký architekt (* 9. července 1934)
  - Terry Pratchett, anglický spisovatel fantasy (* 28. dubna 1948)
- 13. března
  - Daevid Allen, australský básník, skladatel, kytarista, zpěvák (* 13. ledna 1938)
  - Marat Nikolajevič Tiščenko, ruský letecký konstruktér (* 18. února 1931)
- 14. března – Valentin Rasputin, ruský spisovatel a politik (* 15. března 1937)
- 15. března – Ján Kulich, slovenský sochař (* 31. prosince 1930)
- 16. března – Andy Fraser, britský baskytarista (* 3. července 1952)
- 20. března – Malcolm Fraser, ministerský předseda Austrálie (* 21. května 1930)
- 23. března
  - Li Kuang-jao, předseda singapurské vlády (* 16. září 1923)
  - Roy Douglas, anglický hudební skladatel (* 12. prosince 1907)
  - Gian Vittorio Baldi, italský režisér (* 30. října 1930)
- 26. března – Tomas Tranströmer, švédský spisovatel, překladatel a psycholog, nositel Nobelovy ceny (* 15. dubna 1931)
- 27. března – Martin Porubjak, slovenský dramaturg, dramatik, scenárista, překladatel, divadelní a filmový režisér, politik (* 18. května 1944)
- 29. března – Ivan Niňaj, slovenský sportovní komentátor (* 16. července 1954)
- 30. března – Robert Z'Dar, americký herec a filmový producent (* 3. června 1950)
- 31. března – Ralph Sharon, britský jazzový klavírista (* 17. září 1923)
- 1. dubna – Cynthia Lennon, manželka hudebníka Johna Lennona (* 10. září 1939)
- 2. dubna – Manoel de Oliveira, portugalský filmový režisér (* 11. prosince 1908)
- 4. dubna – Bob Burns, americký bubeník (* 24. listopadu 1950)
- 6. dubna – Walter H. Haas, americký amatérský astronom (* 3. července 1917)
- 7. dubna – Kardam Bulharský, syn bývalého bulharského cara Simeona II. (* 2. prosince 1962)
- 8. dubna – Jean-Claude Turcotte, kanadský kardinál (* 26. června 1936)
- 9. dubna – Nina Companeezová, francouzská scenáristka a režisérka (* 26. srpna 1937)
- 13. dubna
  - Günter Grass, německý spisovatel (* 16. října 1927)
  - Eduardo Galeano, uruguayský novinář a spisovatel (* 3. září 1940)
- 14. dubna
  - Roberto Tucci, italský kardinál (* 19. dubna 1921)
  - Percy Sledge, americký zpěvák (* 25. listopadu 1941)
- 17. dubna – Francis George, americký kardinál (* 16. ledna 1937)
- 24. dubna – Władysław Bartoszewski, polský politik (* 19. února 1922)
- 26. dubna – Jayne Meadows, americká herečka (* 23. září 1919)
- 27. dubna – Marty Napoleon, americký jazzový klavírista (* 2. června 1921)
- 29. dubna – Giovanni Canestri, arcibiskup Janova, kardinál (* 30. září 1918)
- 30. dubna
  - Gregory Mertens, belgický fotbalista (* 2. února 1991)
  - Ben E. King, americký zpěvák (* 28. září 1938)
- 1. května – Grace Lee Whitneyová, americká herečka a zpěvačka (* 1. dubna 1930)
- 2. května – Maja Plisecká, ruská tanečnice a choreografka (* 20. listopadu 1925)
- 5. května – Craig Gruber, americký kytarista (* 22. června 1951)
- 6. května
  - Anson Shupe, americký sociolog (* 21. ledna 1948)
  - Jerome Cooper, americký perkusionista (* 14. prosince 1946)
- 9. května – Kenan Evren, turecký prezident (* 17. července 1917)
- 11. května – Libor Ebringer, slovenský mikrobiolog (* 3. února 1931)
- 12. května – Mervyn Burtch, velšský hudební skladatel (* 7. listopadu 1929)
- 14. května – B. B. King, americký bluesový kytarista, zpěvák a skladatel (* 16. září 1925)
- 18. května – Halldór Ásgrímsson, islandský premiér (* 8. září 1947)
- 23. května
  - Carole Seymour-Jones, velšská spisovatelka (* 3. března 1943)
  - John Forbes Nash, americký matematik (* 13. června 1928)
- 24. května – Marcus Belgrave, americký jazzový trumpetista (* 12. června 1936)
- 25. května – Mary Ellen Marková, americká fotografka (* 20. března 1940)
- 29. května
  - Henry Carr, americký sprinter, dvojnásobný olympijský vítěz (* 27. listopadu 1942)
  - Doris Hartová, americká tenistka (* 2. června 1925)
- 1. června – Jean Ritchie, americká písničkářka (* 8. prosince 1922)
- 2. června – Irwin Rose, americký biolog, nositel Nobelovy ceny (* 16. července 1926)
- 6. června – Pierre Brice, francouzský herec (* 6. února 1929)
- 7. června
  - Christopher Lee, britský herec (27. května 1922)
  - Gwilym Prichard, velšský malíř (* 4. března 1931)
- 9. června – Fred Anton Maier, norský rychlobruslař, olympijský vítěz (* 15. prosince 1938)
- 10. června
  - James Last, německý hudební skladatel a dirigent (* 17. dubna 1929)
  - Wolfgang Jeschke, německý spisovatel a vydavatel literatury sci-fi (* 19. listopadu 1936)
- 11. června – Ornette Coleman, americký jazzový saxofonista a skladatel (* 9. března 1930)
- 17. června – Süleyman Demirel, turecký prezident (* 1. listopadu 1924)
- 19. června – Rondal Partridge, americký fotograf (* 4. září 1917)
- 20. června – Esther Brandová, jihoafrická olympijská vítězka ve skoku do výšky (* 29. září 1922)
- 21. června – Veijo Meri, finský spisovatel (* 31. prosince 1928)
- 22. června – James Horner, americký hudební skladatel (* 14. srpna 1953)
- 26. června – Jevgenij Primakov, premiér Ruska (* 29. října 1929)
- 27. června – Boris Šilkov, sovětský rychlobruslař, olympijský vítěz (* 28. června 1927)
- 28. června – Chris Squire, anglický hudebník a baskytarista (* 4. března 1948)
- 29. června
  - Bruce Rowland, anglický rockový bubeník (* 22. května 1941)
  - Ladislav Chudík, slovenský herec (* 27. května 1924)
- 1. července – Nicholas Winton, britský makléř a záchrance 669 dětí (* 19. května 1909)
- 3. července – Ivan Palúch, slovenský herec (* 20. června 1940)
- 5. července
  - Dorotea Bavorská, rakouská arcivévodkyně a bavorská princezna (* 25. května 1920)
  - Jóičiró Nambu, americký fyzik, nositel Nobelovy ceny (* 18. ledna 1921)
- 6. července – Jerry Weintraub, americký filmový a televizní producent (* 26. září 1937)
- 8. července – Irwin Keyes, americký komik, herec, a zpěvák (* 16. března 1952)
- 10. července
  - Omar Sharif, egyptský herec (* 10. dubna 1932)
  - Roger Rees, velšský herec (* 5. května 1944)
  - Jon Vickers, kanadský operní pěvec-tenor (* 29. října 1926)
- 11. července – Giacomo Biffi, italský kněz, kardinál (* 13. června 1928)
- 13. července – Eric Wrixon, irský rockový klávesista (* 29. června 1947)
- 15. července
  - Alan Curtis, americký cembalista, muzikolog a dirigent (* 17. listopadu 1934)
  - Howard Rumsey, americký jazzový kontrabasista (* 7. listopadu 1917)
- 17. července – Jules Bianchi, francouzský jezdec F1 (* 3. srpna 1989)
- 19. července – Galina Prozumenščikovová, plavkyně, reprezentantka Sovětského svazu, pět olympijských medailí (* 26. listopadu 1948)
- 20. července
  - Magda Paveleková, slovenská herečka (* 7. června 1931)
  - Dieter Moebius, švýcarský hudebník (* 16. ledna 1944)
- 21. července – Edgar Lawrence Doctorow, americký spisovatel (* 6. ledna 1931)
- 22. července – Eddie Hardin, anglický zpěvák a hráč na klávesové nástroje (* 19. února 1949)
- 23. července – William Wakefield Baum, americký kardinál (* 21. listopadu 1926)
- 24. července – Ingrid Sischy, jihoafrická spisovatelka a novinářka (* 2. března 1952)
- 27. července – Abdul Kalám, indický prezident a atomový vědec (* 15. října 1931)
- 28. července – Edward Natapei, prezident Vanuatu (* 17. července 1954)
- 30. července – Lynn Andersonová, americká zpěvačka (* 26. září 1947)
- 2. srpna – Ken Jones, velšský buddhistický aktivista, filozof a básník (* 18. května 1930)
- 6. srpna – Orna Poratová, izraelská divadelní herečka (* 6. června 1924)
- 12. srpna
  - John Scott, anglický varhaník a sbormistr (* 18. června 1956)
  - Jaakko Hintikka, finský filozof (* 12. ledna 1929)
- 13. srpna – Arnon Gafni, izraelský ekonom, guvernér centrální banky (* 14. července 1932)
- 14. srpna – Bob Johnston, americký hudební producent a hudebník (* 14. května 1932)
- 17. srpna
  - Ja'akov Bekenstein, izraelský teoretický fyzik (* 1. května 1947)
  - László Paskai, maďarský emeritní biskup Arcidiecéze ostřihomsko-budapešťské (* 8. května 1927)
- 18. srpna
  - Chálid Asaad, syrský archeolog a správce památek města Palmýry (* 1932 nebo 1934)
  - Vladimír Filo, slovenský biskup Rožňavské diecéze (* 15. ledna 1940)
- 24. srpna – Justin Wilson, britský automobilový závodník (* 31. července 1978)
- 29. srpna
  - Milorad Ekmečić, srbský historik (* 4. října 1928)
  - Ján Hanák, slovenský scénograf a malíř (* 17. února 1931)
- 30. srpna – Hugo Rasmussen, dánský jazzový kontrabasista (* 22. března 1941)
- 8. září – Joost Zwagerman, nizozemský spisovatel (* 18. listopadu 1963)
- 17. září – David Willcocks, britský sbormistr, dirigent, varhaník a skladatel (* 30. prosince 1919)
- 21. září – Ray Warleigh, australský saxofonista a flétnista (* 28. září 1938)
- 27. září
  - John Guillermin, britský režisér francouzského původu (* 11. listopadu 1925)
  - Wilton Felder, americký saxofonista a baskytarista (* 31. srpna 1940)
- 29. září – Phil Woods, americký jazzový saxofonista, klarinetista a skladatel (* 2. listopadu 1931)
- 5. října – Henning Mankell, švédský spisovatel (* 3. února 1948)
- 6. října – Árpád Göncz, maďarský prezident (* 10. února 1922)
- 10. října
  - Steve Mackay, americký saxofonista (* 25. září 1949)
  - Richard F. Heck, americký chemik, nositel Nobelovy ceny (* 15. srpna 1931)
- 12. října – Duncan Druce, britský houslista, hudební skladatel a muzikolog (* 23. května1939)
- 23. října – Stanislav Filko, slovenský malíř (* 15. června 1937)
- 24. října – Ján Chryzostom Korec, nitranský biskup (* 22. ledna 1924)
- 4. listopadu – René Girard, francouzský historik a filozof (* 25. prosince 1923)
- 10. listopadu
  - Helmut Schmidt, německý kancléř (* 23. prosince 1918)
  - André Glucksmann, francouzský filozof a politolog (* 19. června 1937)
- 11. listopadu – Phil Taylor, britský hudebník (* 21. září 1954)
- 12. listopadu – Džihádista John, kuvajtský terorista (* 17. srpna 1988)
- 15. listopadu – P. F. Sloan, americký zpěvák a kytarista (* 18. září 1945)
- 18. listopadu – Mal Whitfield, americký atlet (* 11. října 1924), Jonah Lomu novozélandský ragbista (12. května 1975)
- 27. listopadu – Amir Gutfreund, izraelský spisovatel (* 23. července 1963)
- 9. prosince – Gheorghe Gruia, rumunský házenkář (* 2. října 1940)
- 28. prosince
  - Lemmy, britský baskytarista a zpěvák skupiny Motörhead (* 24. prosince 1945)
  - Ian Murdock, německý programátor, zakladatel projektu linuxové distribuce Debian (* 28. dubna 1973)
  - Guru Josh, britský DJ (* 6. června 1964)
- 31. prosince
  - Natalie Cole, americká zpěvačka (* 6. února 1950)
  - Wayne Rogers, americký herec a podnikatel (* 7. dubna 1933)

## Výročí

### Výročí událostí
- 2. ledna – československá televize začala pravidelně vysílat Večerníček (50 let)
- 10. března – Louis Armstrong navštívil Prahu (50 let)
- 7. května – potopení zaoceánského parníku Lusitania (100 let)
- 15.–17. června – rozsáhlé povodně na Slovensku, při kterých bylo evakuováno přes 53 tisíc osob a zničeno okolo 4 tisíc domů (50 let)
- 18. června – Bitva u Waterloo (200 let)
- 4. července – vyšla kniha Alenka v říši divů od Lewise Carolla (150 let)
- 25. listopadu – Albert Einstein formuloval Obecnou teorii relativity (100 let)
- 18. prosince – skončil Druhý vatikánský koncil (50 let)

### Výročí narození
- 1. ledna – Jan Opletal, student (100 let)
- 7. března – Nicéphore Niépce, francouzský průkopník fotografie (250 let)
- 1. dubna – Otto von Bismarck, německý kancléř (200 let)
- 4. dubna – Jan Drda, český spisovatel (100 let)
- 7. dubna – Billie Holiday, americká jazzová zpěvačka (100 let)
- 6. května – Orson Welles, americký režisér (100 let)
- 29. května – Jan Malýpetr, učitel (200 let)
- 3. června – Jiří V., britský panovník (150 let)
- 6. července – Herberta Masaryková, vnučka Tomáše Garrigue Masaryka (100 let)
- 7. srpna – Luděk Marold, český malíř (150 let)
- 14. srpna – Inka Zemánková, zpěvačka (100 let)
- 15. srpna – Jan Bosco, zakladatel řádu Salesiánů (200 let)
- 29. srpna – Ingrid Bergmanová, švédská herečka (100 let)
- 21. září – Fridrich III. Habsburský, římský císař (600 let)
- 27. září – Václav Laurin, český technik, spoluzakladatel firmy Laurin & Klement (150 let)
- 17. října – Arthur Miller, americký spisovatel (100 let)
- 23. října – Petr II., ruský car (300 let)
- 26. října – Jakub Jan Ryba, skladatel (250 let)
- 29. října – Ľudovít Štúr, slovenský politik, jazykovědec a spisovatel (200 let)
- 25. listopadu – Augusto Pinochet, chilský diktátor (100 let)
- 8. prosince – Jean Sibelius, finský skladatel (150 let)
- 12. prosince – Frank Sinatra, americký zpěvák a herec (100 let)
- 19. prosince – Édith Piaf, francouzská zpěvačka (100 let)
- 30. prosince – Rudyard Kipling, britský spisovatel (150 let)

### Výročí úmrtí
- 2. ledna – Armand Peugeot, francouzský podnikatel, zakladatel firmy Peugeot (100 let)
- 12. ledna – Joža Uprka, malíř (75 let)
- 24. ledna – Winston Churchill, britský premiér (50 let)
- 27. ledna – Isaak Babel, ruský spisovatel (75 let)
- 23. února – Stan Laurel, britský komik (50 let)
- 10. března – Michail Bulgakov, sovětský spisovatel (75 let)
- 15. března – Herbert Masaryk, český malíř, syn prezidenta Tomáše Garrigue Masaryka (100 let)
- 30. března – Amálie Kutinová, spisovatelka (50 let)
- 15. dubna – Abraham Lincoln, prezident USA (150 let)
- 29. června – Paul Klee, švýcarský malíř (75 let)
- 6. července – Jan Hus, náboženský reformátor (600 let)
- 2. srpna – František Langer, spisovatel (50 let)
- 18. srpna – František I. Štěpán Lotrinský, císař (250 let)
- 21. srpna – Lev Davidovič Trockij, sovětský politik (75 let)
- 27. srpna – Le Corbusier, francouzský architekt (50 let)
- 23. srpna – Jan Antonín Baťa, československý podnikatel (50 let)
- 4. září – Albert Schweitzer, německý filozof, lékař (50 let)
- 9. listopadu – Neville Chamberlain, britský premiér (75 let)
- 21. prosince
  - Prokop Diviš, kněz, vynálezce bleskosvodu (250 let)
  - Francis Scott Fitzgerald, americký spisovatel (75 let)

## Hlavy států

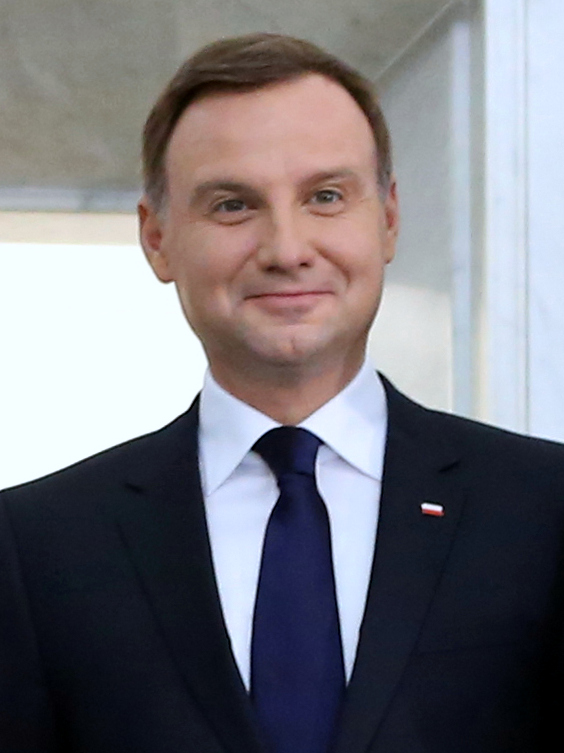
Polským prezidentem byl zvolen Andrzej Duda

V tomto seznamu jsou uvedeni pouze představitelé významnějších států.
- Belgie – král Filip Belgický (od 2013)
- Brazílie – prezidentka Dilma Rousseffová (2011–2016)
- Čínská lidová republika – prezident Si Ťin-pching (od 2013)
- Česko – prezident Miloš Zeman (2013–2023)
- Dánsko – královna Markéta II. (1972–2024)
- Egypt – prezident Abd al-Fattáh as-Sísí (od 2014)
- Francie – prezident François Hollande (2012–2017)
- Indie – prezident Pranab Mukherdží (2012–2017)
- Itálie
  - prezident Giorgio Napolitano (2006–2015)
  - prezident Sergio Mattarella (od 2015)
- Izrael – prezident Re'uven Rivlin (2014–2021)
- Japonsko – císař Akihito (1989–2019)
- Jihoafrická republika – prezident Jacob Zuma (2009–2018)
- Kanada – generální guvernér David Johnston (2010–2017)
- Maďarsko – prezident János Áder (2012–2022)
- Mexiko – prezident Enrique Peña Nieto (2012–2018)
- Německo – prezident Joachim Gauck (2012–2017)
- Nizozemsko – král Vilém-Alexandr (od 2013)
- Polsko
  - prezident Bronisław Komorowski (2010–2015)
  - prezident Andrzej Duda (2015–2025)
- Rakousko – prezident Heinz Fischer (2004–2016)
- Rusko – prezident Vladimir Putin (od 2012)
- Slovensko – prezident Andrej Kiska (2014–2019)
- Spojené království – královna Alžběta II. (1952–2022)
- Spojené státy americké – prezident Barack Obama (2009–2017)
- Španělsko – král Filip VI. (od 2014)
- Turecko – prezident Recep Tayyip Erdoğan (od 2014)
- Ukrajina – prezident Petro Porošenko (2014–2019)
- Vatikán – papež a suverén Vatikánu František (2013–2025)